# Howard Walter Florey
Howard Walter Florey, född 24 september 1898 i Adelaide,  Australien, död 21 februari 1968 i Oxford, England, var en australisk farmakolog.
Florey fick sin gymnasieutbildning vid St Peter's College i Adelaide och studerade medicin vid University of Adelaide mellan 1917 och 1921.
Florey erhöll Nobelpriset i fysiologi eller medicin 1945 tillsammans med Sir Alexander Fleming och Sir Ernst Boris Chain. Han fick det för sin forskning om penicillinet och dess terapeutiska effekt. Florey adlades 1944. Han tilldelades Copleymedaljen 1957.
Asteroiden 8430 Florey är uppkallad efter honom.